# 日向 (日蓮宗)
日向（にこう、建長5年2月16日（1253年3月16日）- 正和3年9月3日（1314年10月12日））は、鎌倉時代の僧侶、日蓮六老僧の一人である。佐渡公、また民部阿闍梨・佐渡阿闍梨とも。日蓮宗総本山身延山久遠寺二世、藻原妙光寺（今の藻原寺）二世。日向の流れを、身延門流・日向門流または藻原門流という。

## 生涯
生まれは、安房国男金、もしくは上総国藻原と諸説ある。13歳で日蓮に入門して出家得度してからは常にそばにいて仕える。行学に励み弁舌に優れ、日蓮門下の「論議第一」と称された。建治2年（1276年）、使者として日蓮の師道善房の墓前に赴き、日蓮による師追悼のための著述『報恩抄』を代読している。同じく六老僧の一人である日興が執筆した『宗祖御遷化記録』に、「佐土公　日向」とその名を確認することができる。正和2年（1313年）、身延山を日進に譲り、上総国の藻原に隠居するも、その翌年に62歳で死去した。

## 著作
著作に『金綱集』がある。なお、日蓮の法華経講義を日向が記録したものとして『御講聞書』があげられるが、現代では同書は日向の名を借りたものと考えられている。